# Ашоцк
Ашоцк (на арменски: Հացիկ) е село и община в Армения, област Ширак. Според Националната статистическа служба на Армения през 2012 г. има 2491 жители.

## Демография
Броят на населението в годините 1873–2004 е както следва: